# 和歌山県専修学校一覧
和歌山県専修学校一覧（わかやまけんせんしゅうがっこういちらん）は、和歌山県の専修学校の一覧。

## 公立専修学校
文部科学省Webサイト内「公立専修学校一覧」より

### 御坊市
- 日高看護専門学校

### 田辺市
- 紀南看護専門学校

### 新宮市
- 和歌山県立なぎ看護学校

### 紀の川市
- 和歌山県立高等看護学院

### 海草郡
- 国保野上厚生総合病院附属看護専門学校

### 伊都郡
- 和歌山県農林大学校

## 私立専修学校

### 和歌山市
- 専修学校和歌山英数学館
- 和歌山国際厚生学院
- 和歌山グローバルビジネスカレッジ
- 和歌山YMCA国際福祉専門学校

- 和歌山県歯科衛生士専門学校
- 和歌山看護専門学校
- 和歌山市医師会看護専門学校

- 和歌山コンピュータビジネス専門学校
- IBW美容専門学校
- 大原簿記法律&美容製菓専門学校 和歌山校
- 大原情報医療保育専門学校 和歌山校

### 海南市
- 海南文化服装学院

### 橋本市
- きのくに国際高等専修学校

### 有田郡
- 和歌山社会福祉専門学校